# Cairo (film, 1942)
Pour les articles homonymes, voir Cairo.
Cairo est un film d'espionnage américain réalisé par W. S. Van Dyke, sorti en 1942.
Produit par la Metro-Goldwyn-Mayer, le film n'a pas connu un grand succès lors de sa sortie.

## Synopsis
Le reporter Homer Smith (Robert Young), correspondant de guerre, s'installe en Égypte et y fait la connaissance de Marcia Warren (Jeanette MacDonald), vedette de cinéma, qui se trouve mêlée accidentellement dans une affaire d'espionnage qui consiste à empêcher les nazis de bombarder les convois alliés. Il est persuadé qu'elle est une espionne.

## Fiche technique
- Titre : Cairo
- Réalisation : W. S. Van Dyke
- Scénario : Ladislas Fodor, John McClain
- Photographie : Ray June
- Montage :
- Musique : Herbert Stothart, E.Y. Harburg, Arthur Schwartz[1]
- Producteur : Joseph L. Mankiewicz[1]
- Société de production : Metro-Goldwyn-Mayer
- Durée : 101 minutes
- Date de sortie: 17 août 1942

## Distribution
- Jeanette MacDonald : Marcia Warren
- Robert Young : Homer Smith
- Ethel Waters
- Reginald Owen
- Grant Mitchell
- Lionel Atwill